# Supercopa de España 1988
La Supercopa de España 1988 è stata la quinta edizione della Supercoppa di Spagna.
Si è svolta nel settembre 1988 in gara di andata e ritorno tra il Real Madrid, vincitore della Primera División 1987-1988, e il Barcellona, vincitore della Coppa del Re 1987-1988.
A conquistare il titolo è stato il Real Madrid che ha vinto la gara di andata a Madrid per 2-0 e ha perso quella di ritorno a Barcellona per 2-1.

## Partecipanti
| Squadre     | Qualificazione                             | Partecipazioni precedenti (il grassetto indica la vittoria) |
| ----------- | ------------------------------------------ | ----------------------------------------------------------- |
| Real Madrid | Vincitore della Primera División 1987-1988 | 1 (1982)                                                    |
| Barcellona  | Vincitore della Coppa del Re 1987-1988     | 2 (1983, 1985)                                              |

## Tabellini

### Andata
| Arbitro: | Urízar Azpitarte |

|                        |           |  |
| Míchel 51’ Sánchez 78’ | Marcatori |  |

| Real Madrid | Barcellona |

| Real Madrid:    |    |                      |     |     |
|                 |    |                      |     |     |
| P               | 1  | Francisco Buyo       |     |     |
| D               | 2  | Jesús Solana         |     |     |
| D               | 6  | Miguel Tendillo      |     |     |
| D               | 3  | Ricardo Gallego (c)  |     |     |
| D               | 4  | Esteban              |     |     |
| C               | 11 | Bernd Schuster       | 77’ |     |
| C               | 8  | Míchel               |     |     |
| C               | 5  | Manolo Sanchís       |     |     |
| C               | 7  | Martín Vázquez       |     | 65’ |
| A               | 10 | Emilio Butragueño    |     | 77’ |
| A               | 9  | Hugo Sánchez         | 33’ |     |
| A disposizione: |    |                      |     |     |
| P               | 12 | Agustín              |     |     |
| D               | 16 | José Antonio Camacho |     |     |
| C               | 13 | Rafael Gordillo      |     | 65’ |
| C               | 15 | Maqueda              |     |     |
| C               | 14 | Paco Llorente        |     | 77’ |
| Allenatore:     |    |                      |     |     |
| Leo Beenhakker  |    |                      |     |     |

| Barcellona:   |    |                          |    |     |
|               |    |                          |    |     |
| P             | 1  | Andoni Zubizarreta       |    |     |
| D             | 2  | Luis María López Rekarte | 8’ |     |
| D             | 5  | José Ramón Alexanko (c)  |    |     |
| D             | 4  | Julio Alberto            |    | 46’ |
| C             | 8  | Roberto                  |    |     |
| C             | 7  | Luis Milla               |    |     |
| C             | 6  | José Mari Bakero         |    |     |
| C             | 3  | Miquel Soler             |    |     |
| A             | 10 | Francisco José Carrasco  |    | 70’ |
| A             | 9  | Julio Salinas            |    |     |
| A             | 11 | Txiki Begiristain        |    |     |
| Sostituzioni: |    |                          |    |     |
| D             | 13 | Urbano                   |    | 46’ |
| C             | 14 | Eusebio Sacristán        |    | 69’ |
| Allenatore:   |    |                          |    |     |
| Johan Cruijff |    |                          |    |     |

### Ritorno
| Arbitro: | Pes Pérez |

|                |           |                |
| Bakero 37’ 78’ | Marcatori | 15’ Butragueño |

| Barcellona | Real Madrid |

| Barcellona:     |   |                          |  |     |
|                 |   |                          |  |     |
| P               | 1 | Andoni Zubizarreta (c)   |  |     |
| D               |   | Urbano                   |  |     |
| D               |   | Ricardo Serna            |  |     |
| D               |   | Luis María López Rekarte |  |     |
| C               |   | Roberto                  |  |     |
| C               | 8 | José Mari Bakero         |  |     |
| C               |   | Eusebio Sacristán        |  |     |
| C               |   | Miquel Soler             |  | 46’ |
| A               |   | Francisco José Carrasco  |  | 83’ |
| A               |   | Julio Salinas            |  |     |
| A               |   | Txiki Begiristain        |  |     |
| A disposizione: |   |                          |  |     |
| P               |   | Juan Carlos Unzué        |  |     |
| D               |   | Cristóbal                |  |     |
| D               |   | Salva                    |  |     |
| C               |   | Luis Milla               |  | 83’ |
| A               |   | Gary Lineker             |  | 46’ |
| Allenatore:     |   |                          |  |     |
| Johan Cruijff   |   |                          |  |     |

| Real Madrid:   |   |                     |     |     |
|                |   |                     |     |     |
| P              | 1 | Francisco Buyo      |     |     |
| D              |   | Jesús Solana        |     |     |
| D              |   | Miguel Tendillo     |     |     |
| D              |   | Manolo Sanchís      |     |     |
| D              |   | Esteban             |     |     |
| C              |   | Míchel              | 6’  |     |
| C              |   | Bernd Schuster      |     |     |
| C              |   | Ricardo Gallego (c) |     |     |
| C              |   | Manolo Sanchís      |     |     |
| C              |   | Martín Vázquez      | 45’ |     |
| A              |   | Emilio Butragueño   |     | 83’ |
| A              |   | Hugo Sánchez        |     |     |
| Sostituzioni:  |   |                     |     |     |
| C              |   | Rafael Gordillo     |     | 83’ |
| Allenatore:    |   |                     |     |     |
| Leo Beenhakker |   |                     |     |     |